# Премія Сапіра
Премія Сапіра (офіційна назва премії — івр. פרס ספיר‏‎‎) — престижна літературна премія Ізраїлю, яку з 2000 року щорічно вручають у червні під час проведення Тижня івритської книги. Названа в честь колишнього міністра фінансів країни Пінхаса Сапіра

## Порядок присудження
Процедура висунення номінантів і присудження премії Сапіра відбувається аналогічно британській Букерівській премії.
Премія Сапіра в грошовому виразі є найбільшою літературною премією Ізраїля. Так, в 2005 році лауреат отримав винагороду в розмірі 150 тисяч шекелів (близько 35 тисяч доларів США), а кожен з чотирьох фіналістів — по 25 тисяч шекелів. Крім цього, переможець отримує грант на переклад свого твору з івриту на будь-яку іншу мову світу по власному бажанню.
Журі премії складається з відомих діячів літератури. Імена членів журі не розголошуються до моменту офіційної публікації імені лауреата. Щорічно склад частково змінюють. П'ять фіналістів обирають з-поміж авторів книг, які були видані протягом останнього року найбільшими видавництвами країни. Через кілька тижнів журі визначає єдиного лауреата і оголошує його ім'я під час проведення Тижня івритської книги. Церемонія вручення в обов'язковому порядку транслюється по телебаченню.
П'ятеро фіналістів проводять зустрічі з читачами, журналістами по всій країні. Фінансову підтримку вони отримують від державної лотереї Ізраїлю. 2005 року всім охочим було запропоновано вгадати ім'я лауреата премії. Перші 30 учасників, які назвали письменника, отримали книги з його твором як подарунок.
В 2003 році книга письменника Етгара Керета була знята з конкурсу за невідповідність правилам. Об'єм номінованого твору повинен був бути не меншим за 60 000 слів. Пізніше цю вимогу скасували.
В 2006 році після численних звернень від авторів журі конкурсу ухвалило рішення номінувати на здобуття премії не тільки твори, написані на івриті. До конкурсу дозволили надсилати літературні твори, які були написані і переведені на іврит за останні 5 років. Таким чином, шанс здобути премію отримали автори із Ізраїлю, які пишуть на англійській, арабській, російській або інших мовах світу. Такі письменники можуть приймати претендувати на нагороду як в загальній номінації, так і в спеціальній номінації переведених видань (присуджують тільки одну премію).

## Критика
Премія не раз піддавалася критиці з боку літераторів та діячів культури через те, що вона вручається, як правило, бестселерам, не враховуючи їхню художню цінність. Саме в зв'язку з цим ряд відомих ізраїльських письменників відмовилися від номінації на здобуття премії Сапіра. Серед них: Меір Шалев, Аарон Аппельфельд, Авраам Ієгошуа, Амоз Ос.

## Лауреати
- 2000 — Хаім Сабато
- 2001 — Давид Гроссман
- 2002 — Гейл Харевен
- 2003 — Амір Гутфрейнд
- 2004 — Дан Цалка
- 2005 — Елона Франкель
- 2006 — Рон Лешем
- 2007 — Сара Шило
- 2008 — Цві Янай
- 2009 — Алон Хіл (рішення про присудження анульовано)
- 2010 — Йорам Канюк
- 2011 — Хагі Лінік
- 2012 — Шимон Адаф
- 2013 — Ноа Ядлін
- 2014 — Реувен Намдар